# Sonoran Desert National Monument
Sonoran Desert National Monument ist ein Naturschutzgebiet vom Typ eines National Monuments im Süden des US-Bundesstaates Arizona. Es schützt  Teile der Sonora-Wüste mit mehreren Bergketten. Es wurde am 17. Januar 2001 von Präsident Bill Clinton in seinen letzten Amtstagen durch eine Presidential Proclamation eingerichtet. Das Land im Bundeseigentum wurde schon vor der Unterschutzstellung vom Bureau of Land Management, einer Behörde unter dem Dach des US-Innenministeriums, verwaltet, die auch nach der Ausweisung das Schutzgebiet verwaltet.
Bereits 1990 waren etwa 31 % der Fläche des späteren National Monuments als Wilderness Area ausgewiesen worden, die drei Gebiete North Maricopa Mountains Wilderness, South Maricopa Mountains Wilderness und Table Top Wilderness sind heute besonders streng geschützte Kernbereiche innerhalb des Schutzgebietes.

## Beschreibung
Das National Monument liegt im Maricopa County in Südarizona, nur rund 35 km südwestlich von Phoenix. Mitten durch das Sonoran Desert National Monument führt der Interstate Highway I-8 und die Arizona State Route 238. Der Straßenabschnitt westlich der AZ 238 gehört offiziell nicht zum State Route System und wird als Maricopa County Road 238 bezeichnet. Auch eine Bahnstrecke verläuft durch das Gebiet. Ein unbefestigter Abschnitt des Juan Bautista de Anza National Historic Trails, der historischen Route eines Zuges spanischer Soldaten unter Oberst Juan Bautista de Anza 1775/76 führt ebenfalls durch das Gebiet. 
Von Nordwest nach Südost ziehen sich die Maricopa Mountains durch das Schutzgebiet, eine Hügelkette mit maximal 850 m Höhe, im Südosten liegt der 1333 m hohe Table Top Mountain, der damit sogar von Phoenix aus sichtbar ist.
Die auffallendste Pflanze der Wüstenvegetation ist der Kandelaber- oder Saguarokaktus, typisch für die Hochlagen sind auch mehrere Opuntien-Kakteen, insbesondere der Untergattung Cylindropuntia, auch Cholla genannt, sowie der in der Sonora-Wüste beheimatete Ocotillo (Fouquieria splendens). In flacheren Gebieten wachsen Mesquiten und Kreosotbüsche. 
Die Tierwelt umfasst zahlreiche Arten. Unter den Säugetierarten im Schutzgebiet befinden sich Höhlenmausohr, Dickhornschaf, Puma, Kojote, Rotluchs, Graufuchs, Maultierhirsch und Halsbandpekari. Über 200 Vogelarten kommen im Gebiet vor. Darunter mehrere Arten von Zahnwachteln und Greifvögeln. Elf Eulenarten, darunter die Westkreischeule, leben dort. Außerdem verschiedene Reptilienarten und die Kalifornische Gopherschildkröte.

## Das Schutzgebiet
Privatgrundstücke innerhalb der Grenzen des National Monumentes sind nicht Teil des Schutzgebietes. Diese Privatgrundstücke können nur Teil des National Monuments werden, sofern sie freiwillig von den Vereinigten Staaten erworben werden können. Erwirbt der Bund Privatgrundstücke innerhalb des National Monument, so werden diese Grundstücke Teil des Schutzgebietes. Die Ausweisung des National Monuments hat keinen Einfluss auf die Rechte von Eigentümern von Grundstücken, welche sich nicht im Eigentum der USA befinden im oder an den Grenzen des Schutzgebietes.
Wie fast alle in den letzten Jahren neu eingerichteten National Monuments ist auch Sonoran Desert noch im Aufbau. Es gibt kein Besucherzentrum, keine Campingplätze, ausgebaute Straßen oder auch nur Trinkwasserquellen. Besucher können das Gebiet zum Wandern, für naturkundliche Exkursionen und Naturfotografie nutzen. Auch die Jagd ist im Rahmen der gesetzlichen Bestimmungen zulässig. Jedermann darf frei im Gebiet zelten, allerdings dürfen nur die bestehenden Sandpisten befahren werden. Abseits der Straßen ist Trekking die einzige zulässige Fortbewegung.
Für den Anteil der Sand Tank Mountains im Südwesten des Schutzgebietes ist eine besondere Zugangserlaubnis erforderlich, da sich das National Monument dort mit dem Truppenübungsplatz Barry M. Goldwater Air Force Range überschneidet. Die US Air Force nutzt angrenzende Gebiete als Trainingsgelände für den Abwurf von Fliegerbomben, Besucher werden speziell über die Vermeidung des Umgangs mit Blindgängern belehrt. 